# District de Kuma
Le district de Kuma (球磨郡, Kuma-gun) est un district de la préfecture de Kumamoto, au Japon.

## Géographie
Le district de Kuma s'étend sur 1 327,16 km2.

### Municipalités du district
Le district de Kuma comprend quatre bourgs : Asagiri, Taragi, Nishiki et Yunomae, et cinq villages : Itsuki, Kuma, Sagara, Mizukami et Yamae.

## Histoire
Le 1er avril 2003, le bourg de Menda fusionne avec les villages de Fukada, Okaharu, Sue et Ue pour former le bourg d'Asagiri.